# Fuggerau

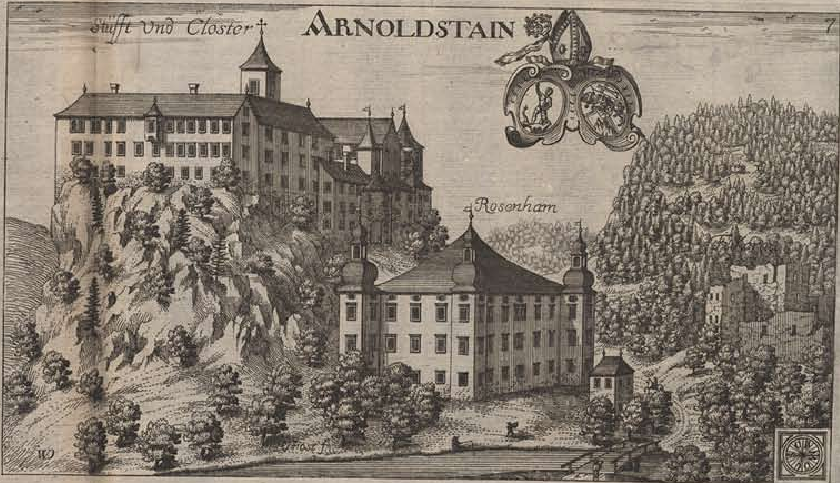
Ansicht Arnoldsteins von 1688 (Valvasor), links das Stift, mittig Schloss Rosenheim, rechts die Ruine Fuggerau

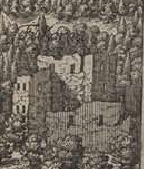
Ausschnitt

Die Fuggerau war eine Anlage zur Erzverhüttung und Bergbauverwaltung, die die Familie Fugger nahe Arnoldstein aufbaute.

## Geschichte
Die Bezeichnung Fuggerau lässt sich nicht zweifelsfrei auf die Fugger von der Lilie zurückführen, da der Name Fugger schon vor 1495, ohne Verbindung zu den Augsburgern, in der Gegend nachgewiesen ist.

### Aufbau
Die Fuggerau wurde durch die Brüder Ulrich, Georg und Jakob ab 1495 auf Gründen errichtet, die sie vom Stift Arnoldstein erworben hatten. Dies geschah mit ausdrücklicher Erlaubnis des Bamberger Bistums, dem das Kloster gehörte, und mit dem die Fugger durch ihre Präsenz in Franken bereits geschäftlich verbunden waren. Geregelt waren: Wasserrechte, Grundbesitz, Befestigungsrecht, alles als Pfandleistung des Klosters für das Bamberger Bistum, wobei das Kloster seinerseits für die Pfandleistung eine Abgeltung erhielt. Weiters das Recht, nach Belieben Holz zu schlagen, sowie in bestimmten Grenzen zu jagen und zu fischen. Weitere Grundkäufe und -Verpfändungen erfolgten 1496. Auch die niedere Gerichtsbarkeit durften die Fugger im Schloss ausüben, die hohe blieb beim Bamberger Vicedom für Kärnten.

### Betrieb
Die Fuggerau war ein Kombinat aus Saigerhütten, Hammerwerk, Messinggießerei, Kanonenfabrik und Trutzburg, bewacht von schweren Kanonen – letztere übrigens Eigenfabrikate, ebenso wie die 261 Büchsen, die 1504 verzeichnet waren. Die Metallschmelze befand sich innerhalb des Burgberings, die Messinghämmer, da sie Wasserkraft benötigten, im Tal, wahrscheinlich an der Gailitz. Die Fuggerau lag günstig, um sowohl in der Umgebung geförderte Erze, als auch solche aus Oberungarn für den venezianischen Markt aufzubereiten. Das verarbeitete Golderz stammte laut Pölnitz aus der Klieming – es dürfte Kliening gemeint sein. Das gewonnene Kupfer wurde zumeist in Venedig umgesetzt; die Hütte galt als leistungsfähig, zwischen 1495 und 1504 wurden 50.000 Venezianer Zentner Kupfer und 22.000 Wiener Silbermark nach Venedig verbracht. Für die Zeitspanne 1527 bis 1546 sind 33 Bleistollen nahe der Fuggerau sowie in Bleiberg belegt, an denen die Fugger beteiligt waren. Auch die Bleierzzufuhr aus Schwaz ist belegt.
Der erste Faktor, den die Fuggersche Compagnie einsetzte, war Hans Fugger vom Reh, Cousin Jakobs des Reichen, der 1503 hier starb; ihm folgten Georg Fuggers Schwiegersöhne Christoph Hering und, danach, Jobst Zeller, der abgesetzt wurde, da man ihn verantwortlich machte, dass den Venezianern in deren Krieg mit der Liga von Cambrai gelungen war, die Geschütze aus der Fuggerau zu rauben. 1537 war Gastel Fugger vom Reh Faktor.
1530 wurden die Messinghämmer eingestellt.

### Niedergang

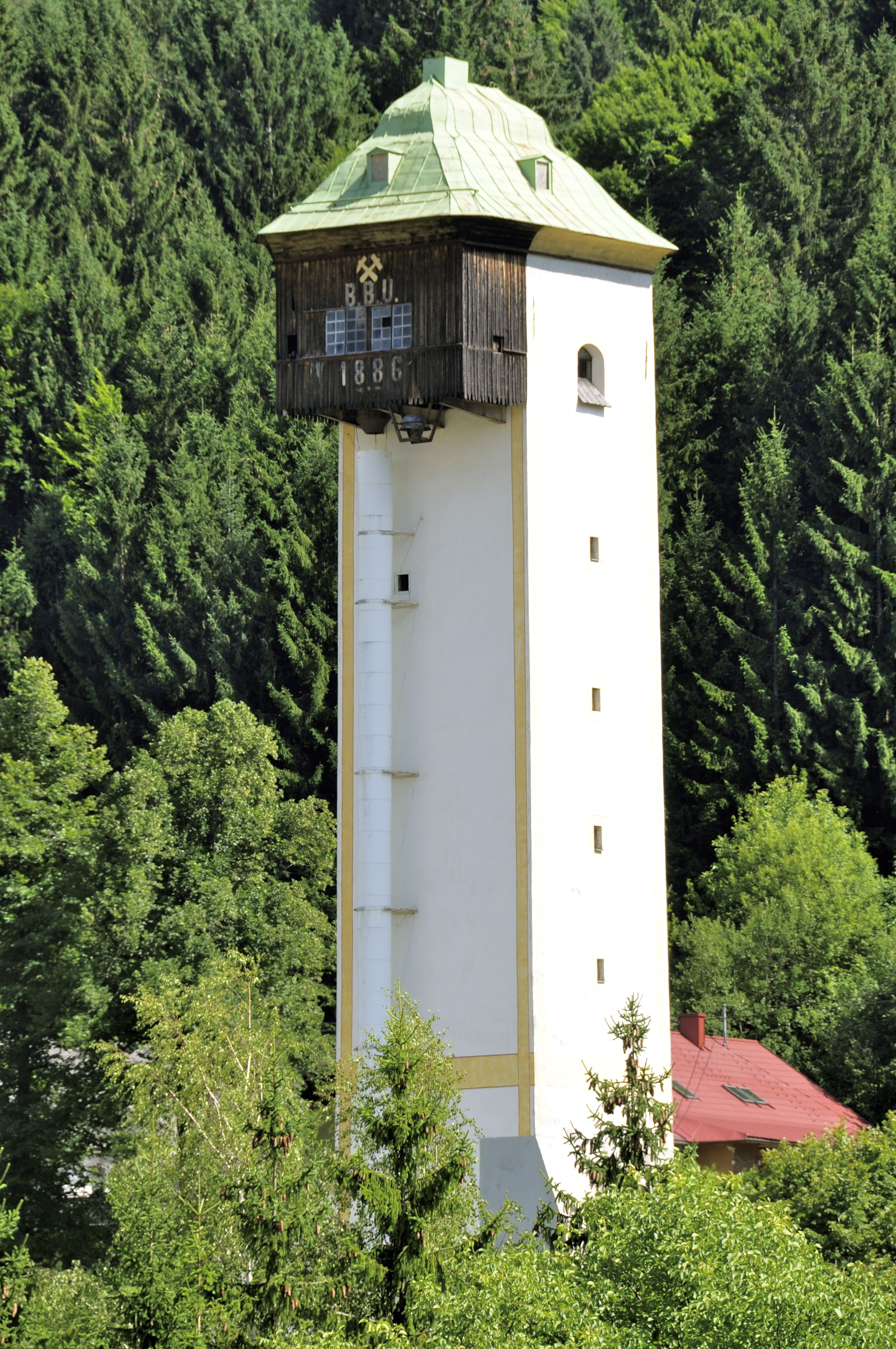
Schrotturm Gailitz auf der Fuggerau

1547 zogen sich die Fugger aus dem ungarischen Bergbau zurück. Mit der Einschränkung auf heimische Erze ging die Bedeutung der Fuggerau zurück. Darum verkauften die Brüder Marx und Hans Fugger die Fuggerau 1570 für 2500 Gulden an das Stift unter Abt Petrus von Arnoldstein zurück; mit allen Liegenschaften, Anlagen und Rechten, bis hin zum Mobiliar. Mit dem Verfall der Gebäude verschwand auch der Flurname Fuggerau aus dem Bewusstsein der Bevölkerung. Auf einem Stich von Valvasor aus dem Jahr 1688 ist eine Ansicht der Ruine erhalten.
1814 wurde auf den Mauerresten der Schrotturm Gailitz errichtet. Dessen Nachfolgebau von 1830 wurde bis 1974 betrieben und ist heute noch erhalten.